# Tokusatsu
Tokusatsu (特撮) és la forma d'anomenar els efectes especials en japonès, incloent-hi sèries d'acció real de ciència-ficció, fantasia o horror, tant per a televisió com per a sales de cinema.

## Tokushu Satsuei (o Tokushu Gijutsu)
El terme "tokusatsu" prové de l'escurçament de tokushu satsuei (特殊撮影), del japonès "Fotografia especial". La persona encarregada d'acomplir aquesta tasca rep el títol de tokushu gijutsu (特殊技術), del japonès "Tecniques especials" i a més la forma en què s'anomenava el gènere anteriorment, o també es fa servir el terme tokusatsu kantoku (特撮監督), del que es podria fer una traducció com "director/supervisor d'efectes especials", molt més adient.

## Tèniques Suitmation
Suitmation (スーツメーション) és com s'anomena la tècnica emprada en les pel·lícules del gènere daikaiju (monstre gegant), en el qual un actor es fica dins una disfressa de monstre. Aquest terme va ser creat per diferència la tècnica Dynamation (stop-motion) creada per Ray Harryhausen's. Aquesta tècnica va ser popularitzada sobretot en les pel·lícules de Godzilla i es va ressaltar sobretot en El Retorn de Godzilla.
Les disfresses utilitzades en les primeres pel·lícules de Godzilla estaven fetes de latex líquid, coberta de diferents capes (sobretot retardant de flames). Les dents eren antigament fetes de fusta, però varen ser substituïdes per dents de resina. L'actor podia veure-hi per uns forats realitzats en el coll del monstre, al cap hi havia els mecanismes per controlar les accions de la cara (ulls, boca), connectats a una bateria amagada en algun punt de la disfressa i controlat tot a distància amb un control remot. La cua era controlada per un equip a part amb mecanismes per cables.

## Subgèneres de Tokusatsu
- Daikaijū (大怪獣) (Monstres gegants).
- Kaijin (怪人) (Mutants - literalment "homes estranys").
- Pel·lícules de Ciencia Ficció (SF映画).
- Pel·lícules Fantstiques (ファンタジー映画).
- Yokai Eiga (妖怪映画) (Pel·lícules de fantasmes).
- Ultra Series (ウルトラシリーズ).
- Kyodai Hero (巨大ヒーロー) (Herois Gegants).
- Kyodai Robot (巨大ロボット) (Robots Gegants).
- Kamen Rider series (仮面ライダーシリーズ).
- Henshin Hero (変身ヒーロー) (Herois Transformants).
- Sentai (戦隊) (Treball en equip) - També anomenades Super Sentai (スーパー戦隊).
- Metal Heroes (メタルヒーロー) - En que l'heroi porta una armadura metàl·lica.
- Chouseishin Series (超星神シリーズ) - Mescla de Super Sentai i Metal Heroes.
- Tokusatsu Hero (特撮ヒーロー) - No pertanyen a cap gènere concret.
- Tokusatsu Heroin (特撮ヒロイン) - Exclusiu per a sèries en què el paper principal està interpretat per una actriu.

## Monstres i Herois famosos del Tokusatsu
Sense dubte Godzilla lidera la llista de monstres més coneguts del tokusatsu, juntament amb la gran rival Gamera, mentres que altres com Ultraman o Kamen Rider es debaten en el gènere d'herois i del qual han derivat imitacions, com el genere Sentai, que parteix de la idea dels Henshin Hero's del que Kamen Rider va ser el primer.
El genere tokusatsu heroin també ha té les seves estrelles amb sèries com Vanny Knights, Dimensional Detective Wecker, i l'adaptació en acció real de Bishōjo Senshi Sailor Moon (2003).